# Powiat Oder-Spree
Powiat Oder-Spree (niem. Landkreis Oder-Spree, dolnołuż. Wokrejs Odra-Sprjewja) – powiat w niemieckim kraju związkowym Brandenburgia. Stolicą powiatu jest miasto Beeskow, natomiast największe miasto to Fürstenwalde/Spree.
Powiat obejmuje terytorium 2 257 km² a jego powierzchnia rozciąga się ponad 55 km od północy na południe i ponad 76 km w jego wschodnio-zachodniej osi, tzn. od granicy niemiecko-polskiej aż do granicy miejskiej Berlina.
Na północy powiat Oder-Spree graniczy z powiatem Märkisch-Oderland, na północnym zachodzie z Berlinem, na zachodzie z powiatem Dahme-Spreewald, na południu z powiatem Spree-Neiße, a na wschodzie z miastem Frankfurt nad Odrą oraz z polskimi powiatami słubickim i krośnieńskim.

## Historia
Powiat w obecnej formie powstał w wyniku reformy administracyjnej w 1993 roku.

## Podział administracyjny
W skład powiatu wchodzi:
- siedem gmin miejskich
- pięć gmin (niem. amtsfreie Gemeinde)
- sześć urzędów (niem. Amt)

Gminy miejskie
| Lp. | Nazwa gminy                  | Ludność (2022) | Powierzchnia km² |
| --- | ---------------------------- | -------------- | ---------------- |
| 1   | Beeskow (dolnołuż. Bezkow)   | 7 852          | 77,15            |
| 2   | Eisenhüttenstadt             | 23 608         | 63,40            |
| 3   | Erkner                       | 11 531         | 16,60            |
| 4   | Friedland                    | 2 970          | 172,95           |
| 5   | Fürstenwalde/Spree           | 31 851         | 70,55            |
| 6   | Müllrose (dolnołuż. Miłoraz) | 4 548          | 68,54            |
| 7   | Storkow (Mark)               | 9 074          | 179,96           |

Gminy
| Lp. | Nazwa gminy               | Ludność (2022) | Powierzchnia km² |
| --- | ------------------------- | -------------- | ---------------- |
| 1   | Grünheide (Mark)          | 8 886          | 125,92           |
| 2   | Rietz-Neuendorf           | 4 090          | 183,07           |
| 3   | Schöneiche bei Berlin     | 12 992         | 16,64            |
| 4   | Tauche (dolnołuż. Turjej) | 3 739          | 119,93           |
| 5   | Woltersdorf               | 8 433          | 9,12             |

Urzędy
| Lp. | Nazwa urzędu         | Ludność (2022) | Powierzchnia km² | Liczba gmin |
| --- | -------------------- | -------------- | ---------------- | ----------- |
| 1   | Brieskow-Finkenheerd | 7 467          | 93,31            | 5           |
| 2   | Neuzelle             | 6 470          | 182,62           | 3           |
| 3   | Odervorland          | 10 296         | 340,56           | 4           |
| 4   | Scharmützelsee       | 10 544         | 125,69           | 5           |
| 5   | Schlaubetal          | 9 767          | 297,70           | 6           |
| 6   | Spreenhagen          | 8 668          | 172,73           | 3           |

## Demografia
| Rok  | Mieszkańcy |
| ---- | ---------- |
| 1990 | 193 753    |
| 1995 | 190 839    |
| 2000 | 196 453    |
| 2005 | 190 728    |

| Rok  | Mieszkańcy |
| ---- | ---------- |
| 2010 | 183 859    |
| 2015 | 182 397    |
| 2020 | 179 276    |

## Współpraca
- Polska: Powiat krośnieński
- Polska: Powiat słubicki
- Polska: Powiat sulęciński
- Nadrenia Północna-Westfalia: Krefeld